# Sebastián Coates
Sebastián Coates Nion (født 7. oktober 1990) er en uruguayansk fodboldspiller, der spiller i Sporting Lissabon. Hans ungdomsklub var Nacional, hvor han spillede fra 2001-2009.

## Det tidlige liv
Coates er født i byen Montevideo, af en skotsk far og en uruguayansk mor.

## Karriere

### Nacional
Coates tog til National, da han var 11 år gammel, hvor han kæmpede sig op i gennem de forskellige aldersgrupper. I 2009, da han var 18 år, fik han en kontrakt og begyndte at spille for førsteholdet. Hans første kamp var mod Bella Vista, hvor han blev kåret til kampens spiller af El País.

### Liverpool F.C.
I august 2011, var Coates genstand for interesse fra den engelske fodboldklub, Liverpool F.C.. D. 30 august 2011 annoncerede Liverpool, at de havde lavet en lang kontrakt med Coates. De annoncerede samtidig, at han ville komme til at bære spillernummeret 16. 18. september samme år fik Coates debut mod Tottenham, efter at Daniel Agger i det 27 minut måtte udgå, efter at han var blevet skadet. Liverpool F.C. tabte kampen med 4-0. Tre dage senere fik han så sin startdebut, da han startede inde mod Brighton & Hove Albion i League Cup. Kampen blev vundet af Coates' egen klub med 2-1. Den 21. marts scorede Coates så sit første mål for Liverpool, da Liverpool spillede mod Queens Park Rangers. I 2014 blev han to gange udlejet, først til sin gamle klub Nacional og siden til Sunderland

## Hæder

### Klub
Nacional
- Primera División Uruguaya (2): 2008-09, 2010-11

Liverpool F.C.
- League Cup (1): 2011-12

### International
Uruguay
- Copa América (1): 2011

### Individuel
- Copa América Best Young Player (1): 2011